# Camposampiero
Camposampiero (velenceiül Canposanpiero) település Olaszországban, Veneto régióban, Padova megyében. Lakosainak száma 11 817 fő (2023. január 1.). Camposampiero Borgoricco, Loreggia, Massanzago, Piombino Dese, San Giorgio delle Pertiche, Santa Giustina in Colle és Trebaseleghe községekkel határos.

## Népesség
A település népességének változása:
| Lakosok száma | 12 056 | 12 043 | 11 817 |
|               | 2017   | 2018   | 2023   |